# Osvárt Andrea
Osvárt Andrea (Budapest, 1979. április 25.) magyar színésznő, nyelvész, filmproducer, korábbi divatmodell.

## Életútja
Édesanyja logopédus, édesapja állatorvos, nevelőapja pedig lakatos. Két testvére született, Judit és Márton. Gyermekkorát Tamásiban töltötte, majd Pécsett, a Kodály Zoltán Gimnázium olasz–magyar osztályában tanult. Magántanulóként érettségizett; egyetemi tanulmányait az Eötvös Loránd Tudományegyetem olasz szakán végezte.
Még tizenévesen a zsebpénzét összerakva iratkozott be egy modelltanfolyamra, amit későbbi színésznői terveihez ugródeszkaként használt. 1996-ban második helyezést ért el a "Look of the year" magyarországi versenyén, ami nagy lökést adott modellkarrierjének. A világ szinte minden földrészén fotózták; Róma, Párizs, Milánó divatmagazinjaiban jelentek meg képei. A magyar közönségnek elsősorban reklámfilmekből lehet ismerős. Rövidre vágott szőke haja szinte védjegyévé vált. Olaszországban jelentős karriert futott be, hazánkban akkor még kevéssé volt ismert.
Huszonkét évesen a modellpályát maga mögött hagyva Rómába költözött, hogy színésznő lehessen. Azóta több főszerepet is játszott olasz és nemzetközi együttműködésben készülő filmekben; volt már társproducer is saját filmjében (Il rabdomante), de papírja van forgatókönyvírásból is.
2007-ben neki ítélték az Afrodite-díjat(ez az olasz „Év felfedezettje” díj). 2009-ben megkapta a Filmspray díjat, a Legjobb Női Főszereplő díjat, az Il rabdomante című filmben nyújtott alakításért.
Szerepelt már a római Teatro Valle színpadán Caterina Murino partnereként, és háziasszonya volt a 2008-as Sanremói Dalfesztiválnak, ami Olaszország talán legnagyobb médiaeseménye: egy héten át tartó élő televíziós közvetítés több tízmilliós nézőközönséggel.
2013-ban főszerepet játszott Nicolás López filmjében, az Utórengés (Aftershock) című amerikai kalandfilmben.
Filmjeiben szerepelt például Robert Redford, Brad Pitt, Heath Ledger, Jeremy Irons, Lorenzo Crespi, Maria Grazia Cucinotta, Giuliano Gemma, Clive Owen, Julia Roberts oldalán.
2011-ben producere volt az Expired című kisfilmnek, melyet a Nemzetközi Római Film fesztiválon mutattak be. Társproducere volt az olasz Maternity Blues c. nagyjátékfilmnek, mely a 2011-es Velencei Film Fesztiválon különdíjat nyert, amit két olasz Arany Glóbusz, köztük Andrea Európai Arany Glóbusz díja, és az Olasz Filmkritikusok Díja követett. 2013-ban producere lett M. Tóth Géza, Oscar-díjra jelölt animációsfilm-rendező legújabb kisfilmjének, Yes címmel.

## Tanulmányai
- 2. Számú Általános Iskola, Tamási (általános)
- Kodály Zoltán Gimnázium,[5] Pécs (érettségi)
- 2003: ELTE olasz szak, Budapest (diploma)
- 2003: Földessy Margit Színiiskola, Budapest (színészet)
- 2004: International Acting School, Róma (színészet)
- 2005: Mary Setrakian & Doris Hicks Studio, New York (színészet)
- 2005: Schilling-Moharos, Magyarország (forgatókönyvíró tanfolyam)
- 2007: Larry Moss Studio, Los Angeles (színészet)
- 2008: Doris Hicks Studio, Róma (színészet)
- 2009: Black Nexxus, Los Angeles (színészet, ének)
- 2010: ICS Ivana Chubbuck Studio, Los Angeles (színészet)

## Díjai, kitüntetései

### Színészként
- 2012-ben az 54. Olasz Arany Glóbuszon „Európai Arany Glóbusz” díj az Olaszországi Külföldi Újságírók Szövetségétől a Maternity Blues c. filmben nyújtott alakításáért.
- 2012-ben az 56. Olasz Ezüst Szalag díjátadón Biraghi díj az Nemzeti Olasz Filmes Újságírók Uniójától a Maternity Blues-ban játszott szerep megformálásáért.
- 2011-ben a 38. Flaiano Nemzetközi Filmfesztivál „Legjobb TV Színésznő” Arany Pegazus díj a Le ragazze dello Swing-ben nyújtott alakításért.
- 2011-ben az 51. nemzetközi monte-carlói tévéfesztiválon Arany Nimfa díj, mint „Legjobb színésznő, mini-sorozatban” a Le ragazze dello Swing-ben nyújtott alakításért.
- 2009-ben Filmspray díj, Legjobb Női Főszereplő az Il rabdomante c. filmért
- 2007-ben Afrodite-díj, az „Év felfedezettje” Olaszországban

### Modellként
1996-ban az „Év arca” (Look of the year) második helyezett.

### Közéleti tevékenységek, elismerések
- 2020-2021: A II. kerületi Önkormányzat felkérésére a Margit-Negyed Program Közösségi Fővédnöke
- 2011-ben Tulipani di seta nera (Fekete selyem tulipánok) díj, „egy különlegesen sokszínű színésznőnek, aki film és televíziós alakításaiban kiváló adottságain felül mindig kulturális mélységet is nyújt.”
- 2009-ben Pro Urbe Tamási díj, a város népszerűsítésében, ismertebbé tételében végzett munkáért.

## Főbb szerepei
- 2023: Sebastian Fitzek: A terápia (német sorozat 6 epizód) (rendező: Alexander M. Rümelin)
- 2021: Erzgebirgskrimi (német sorozat 1 epizód)
- 2020: Digicica (főszerep) (rendező: Fülöp Péter)
- 2018: Natale a 5 stelle (mellékszerep) (rendező: Marco Risi)
- 2018: Susotázs (főszerep) (bemutató: 2018.04.04.) (rendező: Tóth Barnabás)
- 2017: Il paradiso delle Signore (mellékszerep)
- 2017: Fellini Nyomában (mellékszerep) (bemutató: 2017.09.15.) (rendező: Taron Lexton)
- 2017: Allmen und die Libellen (főszerep)
- 2017: Vakfolt (mellékszerep) (bemutató: 2017.01.26.) (rendező: Adam Slemmer)
- 2016: II vangelo Secondo Mattei (mellékszerep) (bemutató: 2017.10.26.) (rendező: Antonio Andrisani)
- 2015: Ancora un’altra storia (mellékszerep) (bemutató: 2015.09.07.) (rendező: Gabriele Pignotta)
- 2015: Soundrack (mellékszerep) (bemutató: 2015.06.18.) (rendező: Francesca Marra)
- 2015: Der Nanny (mellékszerep) (bemutató: 2015.03.26) (rendező: Matthias Schweighöfer)
- 2015: Worlds Apart (rendező: Christoforos Papakaliatis)
- 2014: Zűrös olasz esküvő (Un matrimonio da favola) (mellékszerep) (bemutató: 2014.04) (rendező: Carlo Vanzina)
- 2014: Megdönteni Hajnal Tímeát (főszerep) (bemutató 2014.02) (rendező: Herczeg Attila)
- 2013: Anita B. (mellékszerep) (bemutató 2014.01) (rendező: Roberto Faenza)
- 2012 – 2013: Transporter – The series (főszerep) (2012 – )
- 2012: Aftershock (főszerep) (bemutató 2013.05) (rendező: Nicolás López)
- 2012: Die Draufgänger sorozat – A matrjoska baba (Matrjoschka) / s01e06 Valentina Alexejewna (mellékszerep) (bemutató: 2012.02) (rendező: Florian Kern)
- 2012: The Medium (Presagi) (mellékszerep) (bemutató: 2012.02) (rendező: Lamberto Bava)
- 2011: Maternity Blues (főszerep) (bemutató:2012.04) (rendező: Fabrizio Cattani)
- 2011: The Sunday Woman (La donna della domenica) (film + tv-sorozat) (főszerep) (bemutató:2011.04) (rendező: Giulio Base)
- 2010: Betolakodó (The Intruder) (L'intruso) (bemutató: 2013.04) (rendező: Nicolaj Pennestri)
- 2010: The end is my beginning (La fine è il mio inizio) (kiemelt szerep) (bemutató 2010.10) (rendező: Jo Baier)
- 2010: The Swing girls (Le ragazze dello Swing) (Trio Lescano) (főszerep) (bemutató: 2010. július 5. – 10) (rendező: Maurizio Zaccaro)
- 2009: La Principessa Sissi (mellékszerep) (bemutató 2009. december 17–20.) (rendező: Xaver Schwarzenberger)
- 2009: Poligamy (mellékszerep) (bemutató 2009. december 8.) (rendező: Orosz Dénes)
- 2009: A félelem völgye (The Valley of Shadows / La valle delle ombre) (főszerep) (bemutató: 2009.08) (rendező: Györik Mihály)
- 2009: Duplicity (mellékszerep) (bemutató: 2009.03) (rendező: Tony Gilroy)
- 2009: Lo scandalo della Banca Romana (tv) (főszerep) (bemutató: 2010. január 17–18. Rai Uno) (rendező: Stefano Reali)
- 2008: Soundtrack (főszerep)
- 2007: 2061: Un anno eccezionale (kiemelt szerep)
- 2007: The dowser (Il rabdomante) (főszerep)
- 2007: Pompei (tv) (főszerep)
- 2007: Two Tigers (főszerep)
- 2007: Exodus (tv) (főszerep)
- 2006: A little story (Una Piccola Storia)
- 2006: Black Sea (Mare nero)
- 2005: Casanova
- 2005: Il bell'Antonio (tv) (kiemelt szerep)
- 2005: The Clan (kiemelt szerep)
- 2005: La caccia (tv) (főszerep)
- 2004: Sara May
- 2004: Védelmi jog (Diritto di difesa) (tv) (krimisorozat 1 epizód)
- 2004: Surface (főszerep)
- 2004: Riflesso (főszerep)
- 2003: Tea (tv) ( magyar sorozat 1 epizód )
- 2003: Kistestvér
- 2001: Kémjátszma (Spy Game)
- 2001: Első generáció (tv) ( magyar sorozat 10 epizód )
- 2000: Contaminated Man

## Produceri munkái
| Mozifilmek                                                            |
| --------------------------------------------------------------------- |
| Est – Adventures Italian Style (2021) Executive Producer, Olaszország |
| Tékasztorik 2 (2020) Co-Executive Producer                            |
| Natale a 5 stelle (2018) Berta Molnar, Line Producer                  |
| Remélem legközelebb sikerül meghalnod:) (2018) Co-Producer            |
| Földiek (2017) (Short) – Co-Producer                                  |
| Eleonora (2017) Actress, Producer                                     |
| Vakfolt (2017) Anchorwoman, Line Producer, Producer                   |
| Emma (2016) (Short) – Producer                                        |
| Madeleine (2015) Line Producer, Producer                              |
| Yes (2013) (Short) – Woman, Producer                                  |
| Maternity Blues (2011) Clara, Producer                                |
| Expired (2011) (Short) – Producer                                     |

| Televízió                                                     |  |
| ------------------------------------------------------------- |  |
| Above the Clouds (2018– ) (TV Series) – Co-Executive Producer |  |

- 2013: Yes (rövidfilm) (rendező: M. Tóth Géza)
- 2011: Expired (rövidfilm)
- 2011: Maternity Blues (film) koproducer (Velencei Film Fesztivál jelölés)

## Fellépései
- 2014: Magyarország Szépe (háziasszony) (döntő: július 20-án)
- 2014: Balatoni nyár (műsorvezető)
- 2013: Budavári Palotakoncert (háziasszony)
- 2009: Rudolph Valentino-díj 2009 (háziasszony)
- 2009: Wind Music Award 2009 (díjátadó)
- 2008: 58. Sanremói Dalfesztivál (háziasszony)
- 2008: RIFF 2008 Rome Independent Film Festival (háziasszony)
- 2007: Teatro Valle – Salvatore Niffoi: La vedova scalza (színház)
- 2020: Dancing With The Stars – TV2
- 2021: Dancing With The Stars – TV2
- 2021: A Konyhafőnök – RTL Klub